# Serafino da Montegranaro
Serafino da Montegranaro (Montegranaro, 1540 – Ascoli Piceno, 12 ottobre 1604) è stato un francescano italiano, fratello laico cappuccino. La Chiesa cattolica lo considera santo e lo ricorda il 12 ottobre.

## Biografia
Serafino apparteneva ad una famiglia povera, alla nascita gli venne dato il nome Felice (al secolo Felice Piampiani) dal padre Gerolamo Dè Nicola da Rapagnano e dalla madre Teodora Giovannuzzi. In gioventù lavorò come custode di gregge. A 16 anni mentre lavorava in un cantiere assieme al fratello Silenzio Piampiani, nei momenti liberi restava estasiato ad ascoltare le storie sacre che la figlia del padrone leggeva ad alta voce, tanto che fu incoraggiato da lei ad entrare in convento a Tolentino.
Fu accolto come fratello laico nell'Ordine dei Frati Minori Cappuccini e fece noviziato a Jesi. Peregrinò per tutti i conventi delle Marche, perché, nonostante la buona volontà e la massima diligenza che poneva nel fare le cose, non riusciva ad accontentare né superiori, né confratelli, che non gli risparmiarono rimproveri, spesso motivati dalla sua eccessiva generosità. Ma egli dimostrò sempre tanta bontà, povertà, umiltà, purezza e mortificazione.
Nel 1590 Serafino si stabilì definitivamente ad Ascoli Piceno, dedicandosi particolarmente all'attività di frate questuante, visitando così quasi tutta la popolazione di Ascoli, che in breve tempo si affezionò talmente a lui, che quando nel 1602, si paventò che potesse essere trasferito altrove, tutta la cittadinanza si rivolse ai superiori dell'Ordine, affinché non venisse allontanato da Ascoli.
Aveva la capacità di scrutare nel profondo dell'animo umano, e di dare saggi consigli a tutti coloro che a lui si rivolgevano.
Fu molto devoto al crocefisso ed al santo rosario, strumento che utilizzava per la sua attività di evangelizzazione. Aveva 64 anni e la fama della sua santità si diffondeva per Ascoli, quando egli stesso chiese con insistenza il Viatico.
La morte lo colse il 12 ottobre 1604.
Le sue spoglie riposano ancora nella chiesa del convento dei frati cappuccini di Ascoli Piceno, divenuto santuario a lui dedicato.

## Culto
Dopo essere spirato, semplice anche nella morte, la voce del popolo che lo diceva Santo giunse anche alle orecchie del Papa Paolo V, il quale autorizzò l'accensione di una lampada sulla sua tomba.
Beatificato da papa Benedetto XIII nel 1729, venne canonizzato da papa Clemente XIII il 16 luglio 1767.
La Chiesa cattolica lo ricorda il 12 ottobre. Dal Martirologio Romano: «Ad Ascoli, San Serafino da Montegranaro (Felice) de Nicola, Religioso dell'Ordine dei Frati Minori Cappuccini, che, vero povero, rifulse per umiltà e pietà».